# 紫珠叶巴戟
紫珠叶巴戟（学名：Morinda callicarpifolia）为茜草科巴戟天属下的一个种。

## 扩展阅读
- 維基物種上的相關：紫珠叶巴戟